# Nowosokułak
Nowosokułak (ros. Новосокулак) – wieś (sieło) w Rosji, w obwodzie orenburskim, w rejonie saraktaskim. W 2010 liczyła 563 mieszkańców.